# Vassar College
Vassar College es una universidad privada, situada en la localidad de Poughkeepsie, en el estado de Nueva York, en los Estados Unidos. Fue fundada por el cervecero Matthew Vassar en 1861 como una universidad solo para mujeres. Fue la primera institución que formó parte de las Siete Escuelas Hermanas, una asociación de universidades estadounidenses para mujeres, equivalente a la Ivy League para hombres. En 1969 pasó a ser una universidad mixta, pero, a pesar de ello, todavía retiene su estatus como miembro de las Siete Escuelas Hermanas. El Vassar College tiene una relación histórica con la Universidad de Yale y, de hecho, en 1969 recibió la oferta de fusionarse con Yale, pero finalmente rechazó esa oferta.

## Resumen
Vassar es considerada una de las instituciones de educación superior más prestigiosas de Estados Unidos. La universidad está situada cerca del valle del río Hudson a unos 100 kilómetros al norte de la ciudad de Nueva York. El Edificio Principal (Main Building en inglés), es la sede de las oficinas, así como de un dormitorio estudiantil, una pequeña sucursal de la oficina de correos, un auditorio, una pequeña galería de artes y una cafetería conocida como El Retiro (The Retreat en inglés). 
En otros edificios que rodean al principal se encuentran dormitorios, comedores, la residencia de la rectora de la universidad, las aulas, una biblioteca, un museo de arte y un observatorio astronómico. La mayoría de sus estudiantes viven en los confines del campus. El campus de Vassar,  que tiene una arboleda, ocupa 60 hectáreas (0,6 km²) de terreno.
La biblioteca contiene más de un millón de libros y manuscritos. Atesora colecciones de gran valor, como obras de Albert Einstein y Elizabeth Bishop. El Centro de Arte Francés Lehman Loeb cuenta también con una valiosa colección de arte.
A Vassar se le asocia con la élite social del establecimiento protestante religioso en Estados Unidos. E. Digby Baltzell, un reconocido sociólogo estadounidense, escribió que "familias WASP (anglosajonas blancas protestantes) de la clase alta educaron a sus hijos en universidades tales como Harvard, Princeton, Yale, Vassar y Smith, entre otras universidades de la élite".
Hay alrededor de 2400 estudiantes matriculados en Vassar. El 60% procede de escuelas secundarias públicas y el resto de escuelas privadas, independientes o religiosas. El 8% del cuerpo estudiantil está compuesto por estudiantes de más de 45 países extranjeros. En los últimos años ha aumentado la proporción de estudiantes de etnias minoritarias hasta alcanzar el 27% del total de matriculados en el nivel de primer año. La proporción entre mujeres y varones es, aproximadamente, de 60:40. La educación es impartida por 270 catedráticos. 
La rectora de Vassar Frances D. Fergusson estuvo en el cargo durante casi dos décadas. Se retiró en enero del 2006 y fue sucedida el 1 de julio por Catherine Bond Hill, quien hasta esa fecha había ostentado el cargo de rectora de la Universidad de Williams (Williams College).

## Datos académicos
Vassar otorga el diploma artium baccalaureus, o diploma en las artes, en 45 carreras. Este número incluye la carrera independiente, en la que un estudiante puede diseñar una carrera, con base en varios campos de estudio interdisciplinario y multidisciplinario. Sus estudiantes también participan en programas tales como el programa auto-instructivo de idiomas (abreviado SILP en inglés), que ofrece cursos para hindi, irlandés/gaélico, coreano, portugués, suajelí, yídish y sueco.
Muchos estudiantes estudian en el extranjero, donde pasan uno o dos semestres de su tercer año. Estudiantes de Vassar pueden vivir y estudiar en una universidad extranjera o estadounidense. Vassar patrocina programas en China, Inglaterra, Francia, Alemania, Irlanda, Italia, México, Marruecos, España y Rusia; sus estudiantes también pueden participar en programas ofrecidos por otras universidades. Todos los cursos son enseñados por profesores, porque no hay programas de postgrado ni profesores asistentes.

## Ingresados
Vassar es una universidad muy selectiva. En 2012, admitió 1.806 nuevos estudiantes de 7.908 solicitudes, cerca del 22,8%. El 55,3% de la clase de 2016 son mujeres, el 44.7% son hombres. Los estudiantes vienen de 46 estados, Washington D. C., las Islas Vírgenes de los Estados Unidos, y 31 países extranjeros (estudiantes internacionales son 14,1% del clase de 2016).

## Sistema de biblioteca

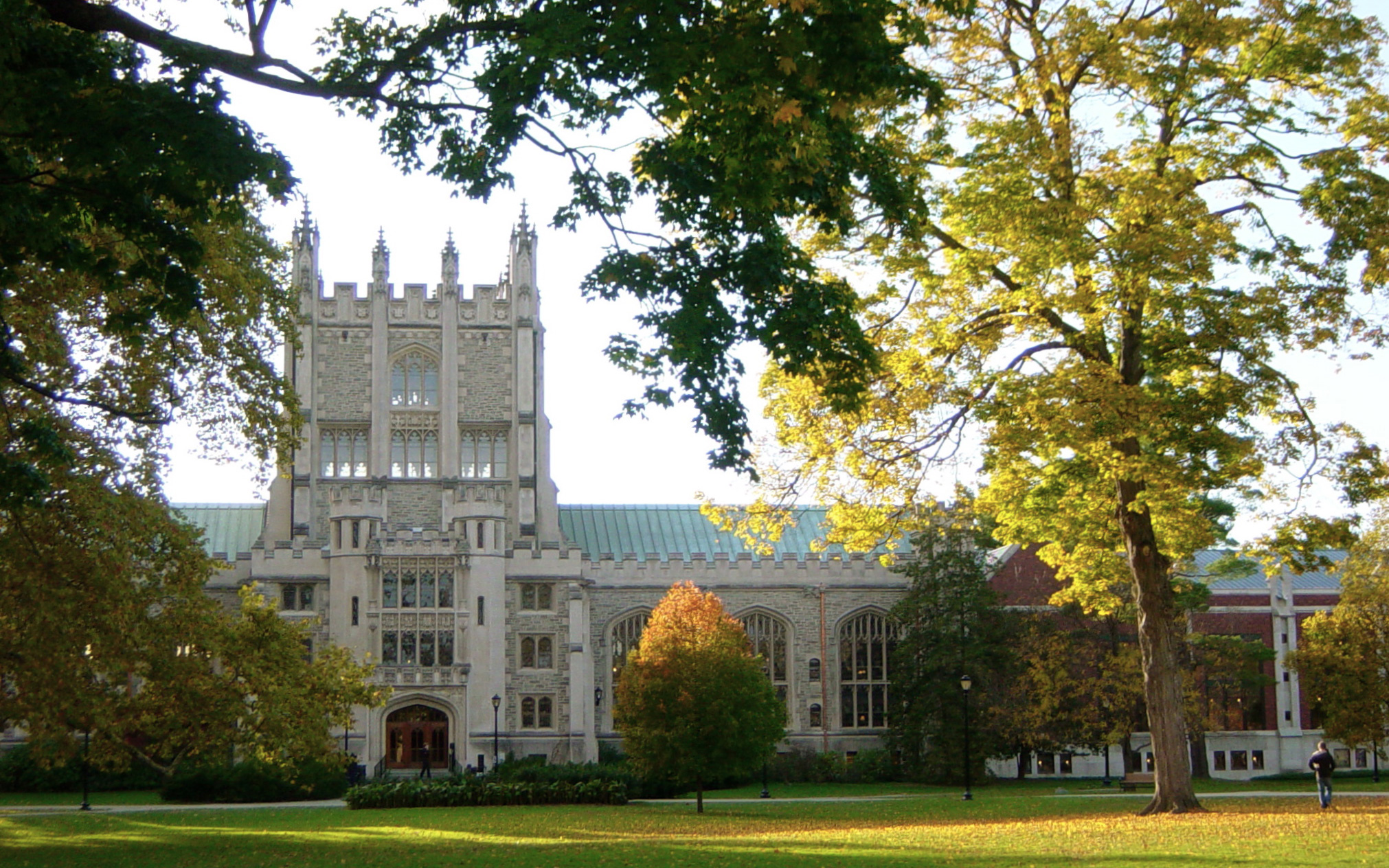
La Biblioteca Thompson de Vassar

Vassar alberga una de las mayores colecciones de las bibliotecas de pregrado en los EE. UU. En la actualidad, la colección, que incluye ocho bibliotecas, contiene cerca de un millón de volúmenes y 7500 publicaciones seriadas, revistas y periódicos, así como una extensa colección de microfilms y microfichas. Vassar ha sido una biblioteca de depósito federal para determinados documentos del gobierno de Estados Unidos desde 1943 y actualmente recibe aproximadamente el 25% de los títulos disponibles a través del Programa Federal de Depósito.

## Gallery

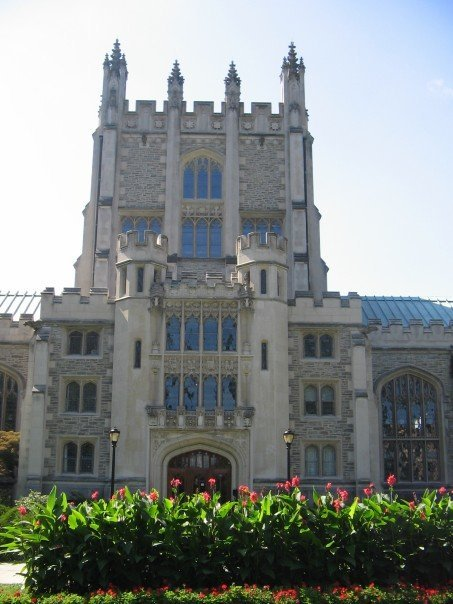
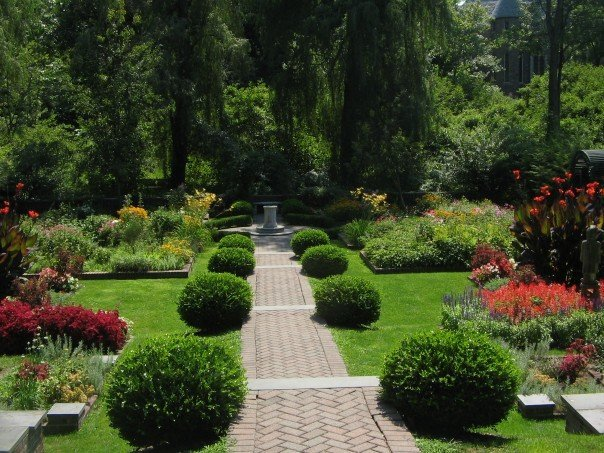
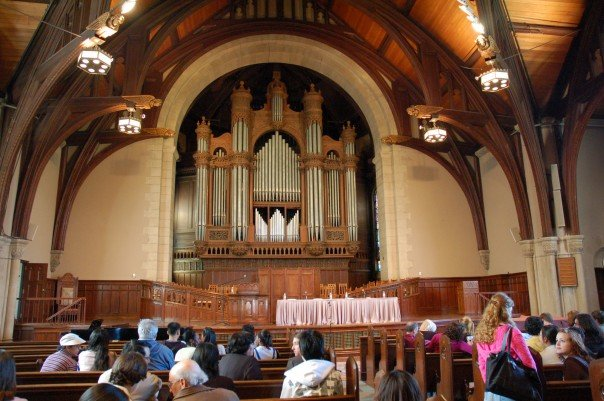
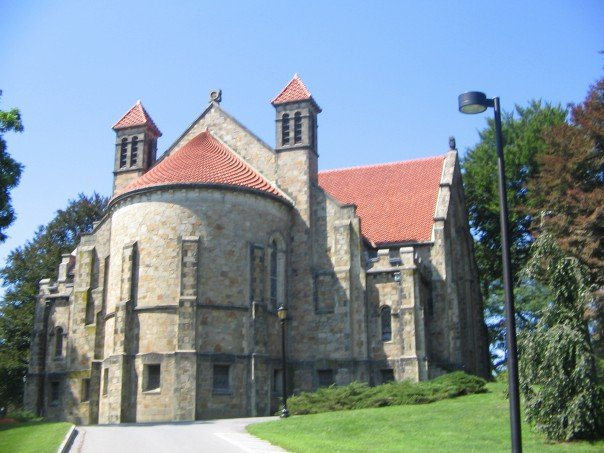
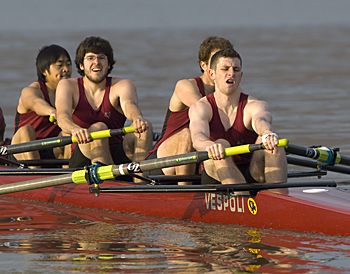
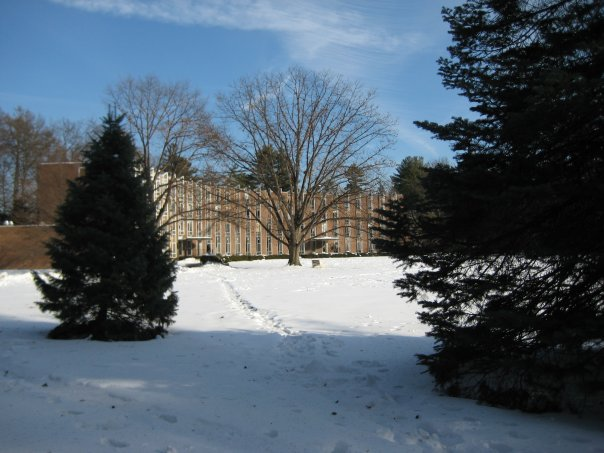
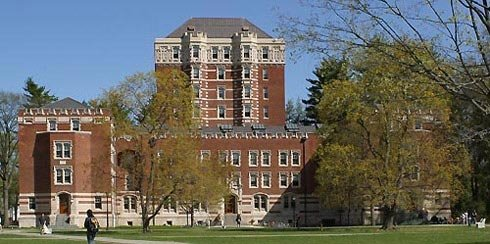
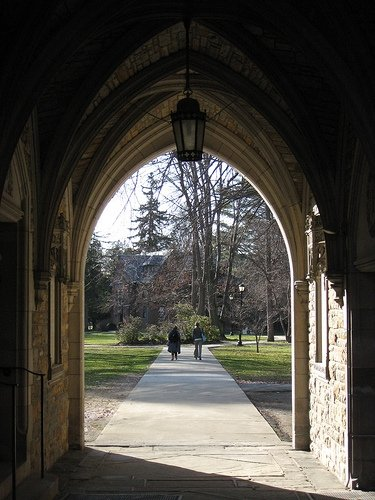
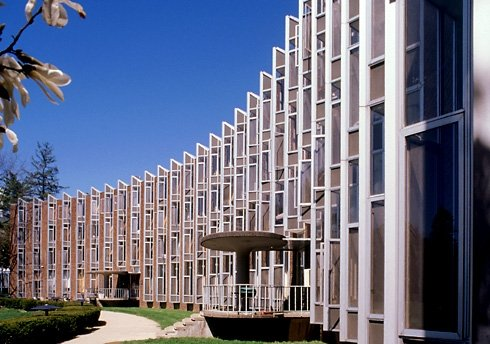
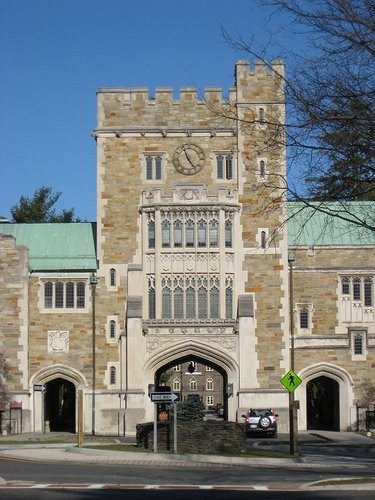
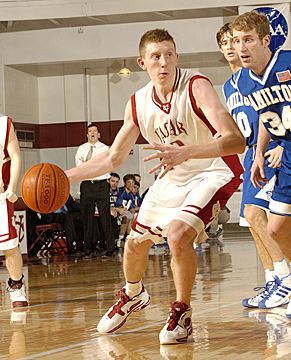
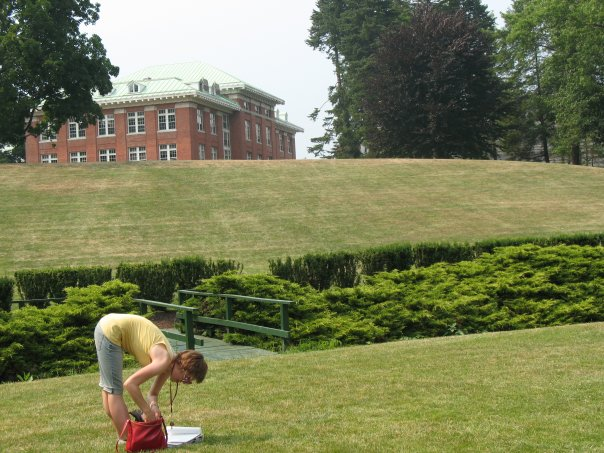
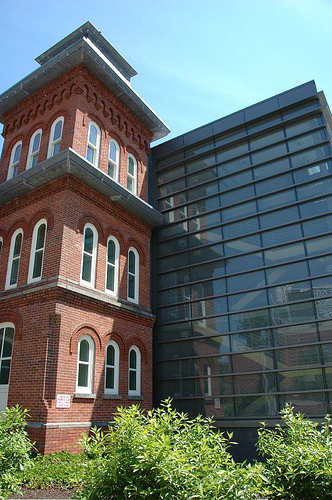
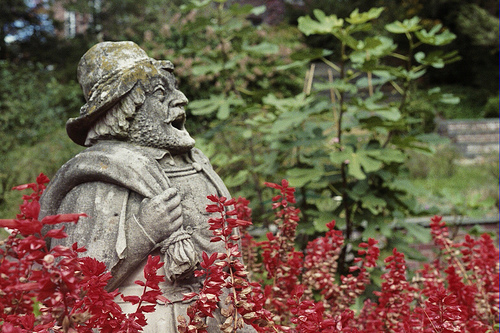
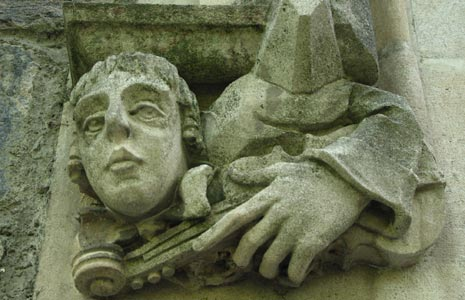
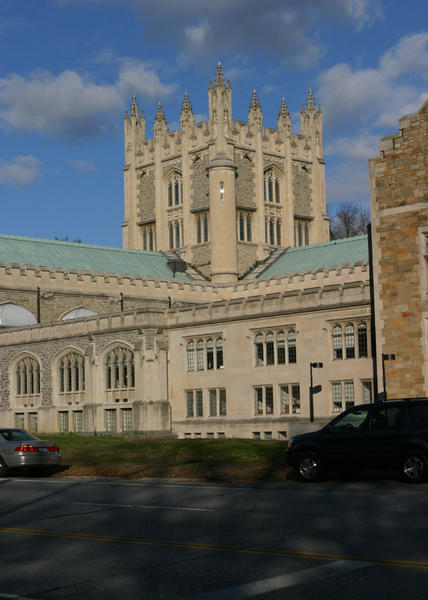